# Pietro Zandomeneghi
Pietro Zandomeneghi (Venetië, 1806 – aldaar, 24 oktober 1866) was een Italiaans beeldhouwer en docent beeldhouwkunst in het voetspoor van zijn vader Luigi Zandomeneghi (1779-1820). Hij werkte ten tijde van het koninkrijk Lombardije-Venetië, een vorstendom onder Oostenrijks bestuur, in Venetië. 

## Levensloop

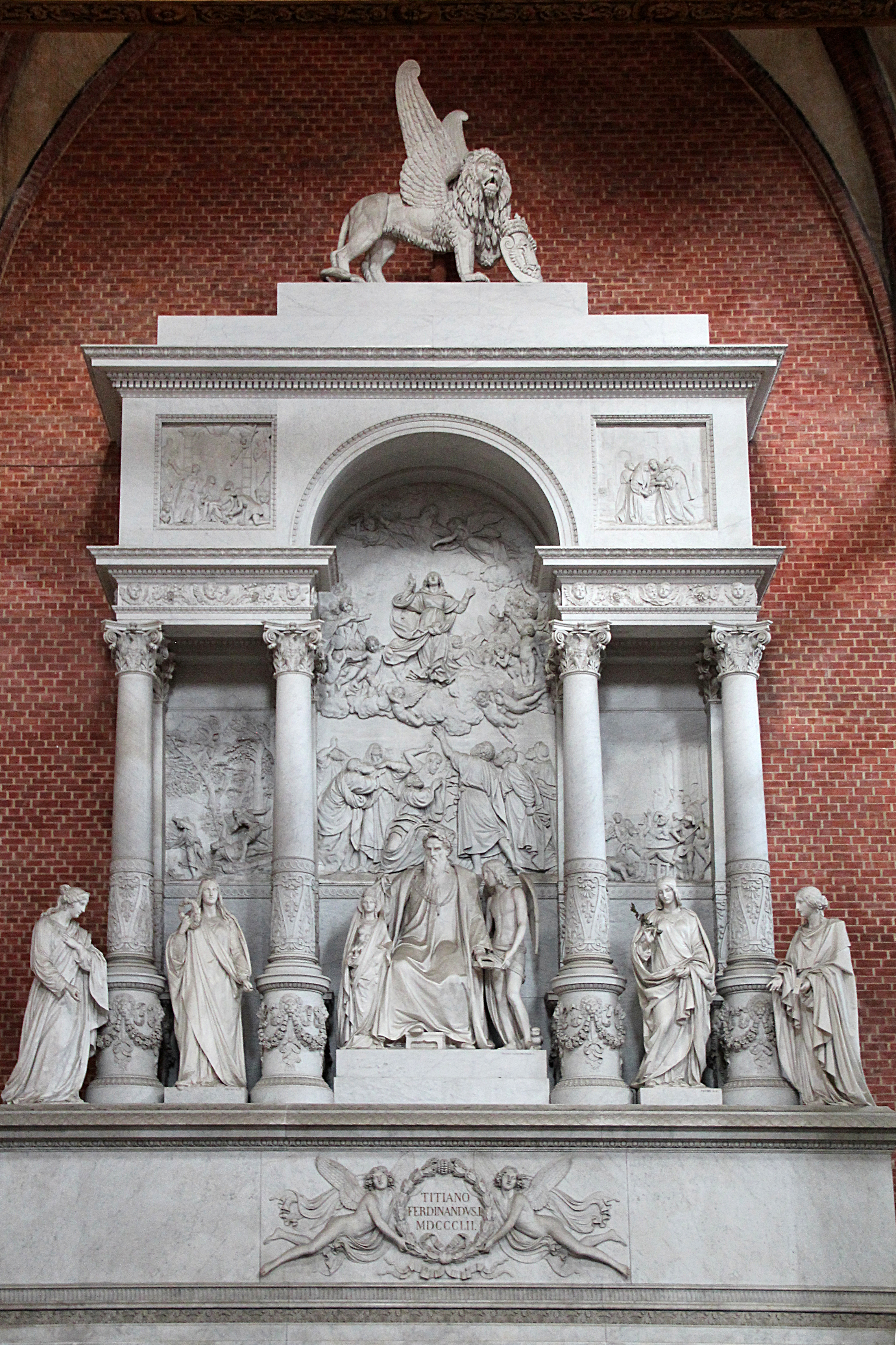
Grafmonument van Titiaan, Basilica Santa Maria Gloriosa dei Frari in Venetië

Zandomeneghi was een zoon van Luigi Zandomeneghi en Maria Ghislanzoni. Hij trad al vrij jong in de voetsporen van zijn vader, die vanaf 1819 docent beeldhouwkunst was aan de Academie voor Schone Kunsten. Net zoals zijn vader bekwaamde hij zich in Rome. Bij terugkeer in Venetië hielp hij zijn vader in de talrijke bestellingen voor te vervaardigen beelden. 
Samen met zijn vader Luigi en broer Andrea (1814-1864) werkte hij aan een monumentaal grafmonument voor Titiaan in de Basilica di Santa Maria Gloriosa dei Frari. Het was de wens van keizer Ferdinand I van Oostenrijk om Titiaan de nodige eer te bewijzen omwille van zijn diensten aan het Huis Habsburg tijdens de renaissance. Door ziekte en overlijden van zijn vader (1850) was het Zandomeneghi die het werk voltooide. In 1852 werd het monument ingehuldigd. Ferdinands opvolger keizer Frans Jozef I kwam niet omdat hij niet wenste geassocieerd te worden met zijn weinig geliefde voorganger.
Zandomeneghi volgde zijn vader op als docent beeldhouwkunst aan de Academie voor Schone Kunsten in Venetië.
De meeste beelden van Zandomeneghi zijn in privaat bezit. Het gaat om bustes voor kardinalen en andere hoogwaardigheidsbekleders of om specifieke bestellingen van particulieren bijvoorbeeld een marmeren beeld van koning David voor de familie Treves. Andere standbeelden zijn terug te vinden in kerken in Veneto. Zo zijn bijvoorbeeld de beelden van Mozes en Elia in de Santa Maria delle Graziekerk in Este van zijn hand. 

## Zoon
Zijn zoon Federico Zandomeneghi (1841-1917) was een impressionistisch kunstschilder.